# Colonia Buenos Aires, Guerrero
Colonia Buenos Aires är en ort i Mexiko.   Den ligger i kommunen Atoyac de Álvarez och delstaten Guerrero, i den södra delen av landet, 290 km sydväst om huvudstaden Mexico City. Colonia Buenos Aires ligger 32 meter över havet och antalet invånare är 603.
Terrängen runt Colonia Buenos Aires är varierad. Runt Colonia Buenos Aires är det ganska glesbefolkat, med 50 invånare per kvadratkilometer. Närmaste större samhälle är Atoyac de Álvarez, 5,9 km norr om Colonia Buenos Aires. Omgivningarna runt Colonia Buenos Aires är en mosaik av jordbruksmark och naturlig växtlighet.